# Averton
Averton és un municipi francès situat al departament de Mayenne i a la regió de País del Loira. L'any 2007 tenia 637 habitants.

## Demografia

### Població
El 2007 la població de fet d'Averton era de 637 persones. Hi havia 245 famílies de les quals 67 eren unipersonals (50 homes vivint sols i 17 dones vivint soles), 79 parelles sense fills, 95 parelles amb fills i 4 famílies monoparentals amb fills.
La població ha evolucionat segons el següent gràfic:
Habitants censats

### Habitatges
El 2007 hi havia 321 habitatges, 257 eren l'habitatge principal de la família, 35 eren segones residències i 29 estaven desocupats. 313 eren cases i 8 eren apartaments. Dels 257 habitatges principals, 200 estaven ocupats pels seus propietaris, 53 estaven llogats i ocupats pels llogaters i 4 estaven cedits a títol gratuït; 14 tenien dues cambres, 42 en tenien tres, 68 en tenien quatre i 131 en tenien cinc o més. 204 habitatges disposaven pel capbaix d'una plaça de pàrquing. A 94 habitatges hi havia un automòbil i a 148 n'hi havia dos o més.

### Piràmide de població
La piràmide de població per edats i sexe el 2009 era:
| Homes | Edats   | Dones |
| ----- | ------- | ----- |
| 0     | 95 o +  | 0     |
| 0     | 90 a 94 | 0     |
| 0     | 85 a 89 | 4     |
| 4     | 80 a 84 | 4     |
| 16    | 75 a 79 | 12    |
| 8     | 70 a 74 | 20    |
| 20    | 65 a 69 | 20    |
| 4     | 60 a 64 | 8     |
| 12    | 55 a 59 | 4     |
| 28    | 50 a 54 | 20    |
| 8     | 45 a 49 | 28    |
| 20    | 40 a 44 | 16    |
| 24    | 35 a 39 | 12    |
| 36    | 30 a 34 | 36    |
| 28    | 25 a 29 | 24    |
| 4     | 20 a 24 | 8     |
| 36    | 15 a 19 | 8     |
| 28    | 10 a 14 | 28    |
| 24    | 5 a 9   | 8     |
| 32    | 0 a 4   | 12    |

## Economia
El 2007 la població en edat de treballar era de 404 persones, 309 eren actives i 95 eren inactives. De les 309 persones actives 294 estaven ocupades (167 homes i 127 dones) i 14 estaven aturades (7 homes i 7 dones). De les 95 persones inactives 41 estaven jubilades, 27 estaven estudiant i 27 estaven classificades com a «altres inactius».

### Ingressos
El 2009 a Averton hi havia 254 unitats fiscals que integraven 651 persones, la mediana anual d'ingressos fiscals per persona era de 16.431 €.

### Activitats econòmiques
Dels 16 establiments que hi havia el 2007, 1 era d'una empresa extractiva, 3 d'empreses de fabricació d'altres productes industrials, 2 d'empreses de construcció, 4 d'empreses de comerç i reparació d'automòbils, 1 d'una empresa d'hostatgeria i restauració, 1 d'una empresa immobiliària, 1 d'una empresa de serveis i 3 d'empreses classificades com a «altres activitats de serveis».
Dels 5 establiments de servei als particulars que hi havia el 2009, 1 era un taller de reparació d'automòbils i de material agrícola, 1 guixaire pintor, 1 fusteria, 1 perruqueria i 1 restaurant.
L'any 2000 a Averton hi havia 30 explotacions agrícoles que ocupaven un total de 1.440 hectàrees.

## Equipaments sanitaris i escolars
El 2009 hi havia una escola elemental.

## Poblacions més properes
El següent diagrama mostra les poblacions més properes.